# Transpetrol
Transpetrol — словацкая компания, оператор словацкого участка нефтепровода «Дружба». Штаб-квартира — в Братиславе.
Основана в 1954 году.

## Собственники и руководство
51% акций Transpetrol принадлежит правительству Словакии, ещё 49 % — российскому «ЮКОСу». В 2006 году «ЮКОС» достиг соглашения с российской нефтяной компанией «Русснефть» о продаже ей этого пакета за $103 млн, однако данная сделка не была одобрена правительством Словакии.
Главный управляющий — Штефан Чуч (Štefan Czucz).

## Деятельность
Протяжённость участка нефтепровода «Дружба», находящегося в управлении Transpetrol — 515 км; его мощность — 21 млн т нефти в год. Одна из веток Transpetrol стыкуется с трубопроводными системами Венгрии и Хорватии, другая уходит на чешский нефтепровод Mero и в Германию. Также компании принадлежат нефтехранилища общей ёмкостью 520 тыс. м³.
В 2005 году Transpetrol прокачала 10,6 млн т нефти, что на 2,8 % больше показателя 2004 года. Выручка компании в 2006 году — $64,7 млн, чистая прибыль — $25,2 млн.
Среди перспективных проектов, рассматриваемых в настоящее время, можно отметить воссоединение трубопроводов «Адрия» и «Дружба» для прокачки российской нефти в порт Омишаль, откуда сырьё супертанкерами может отправляться в США, а также строительство нового трубопровода между Братиславой и НПЗ Швехат, расположенным на территории Австрии.